# Planoise

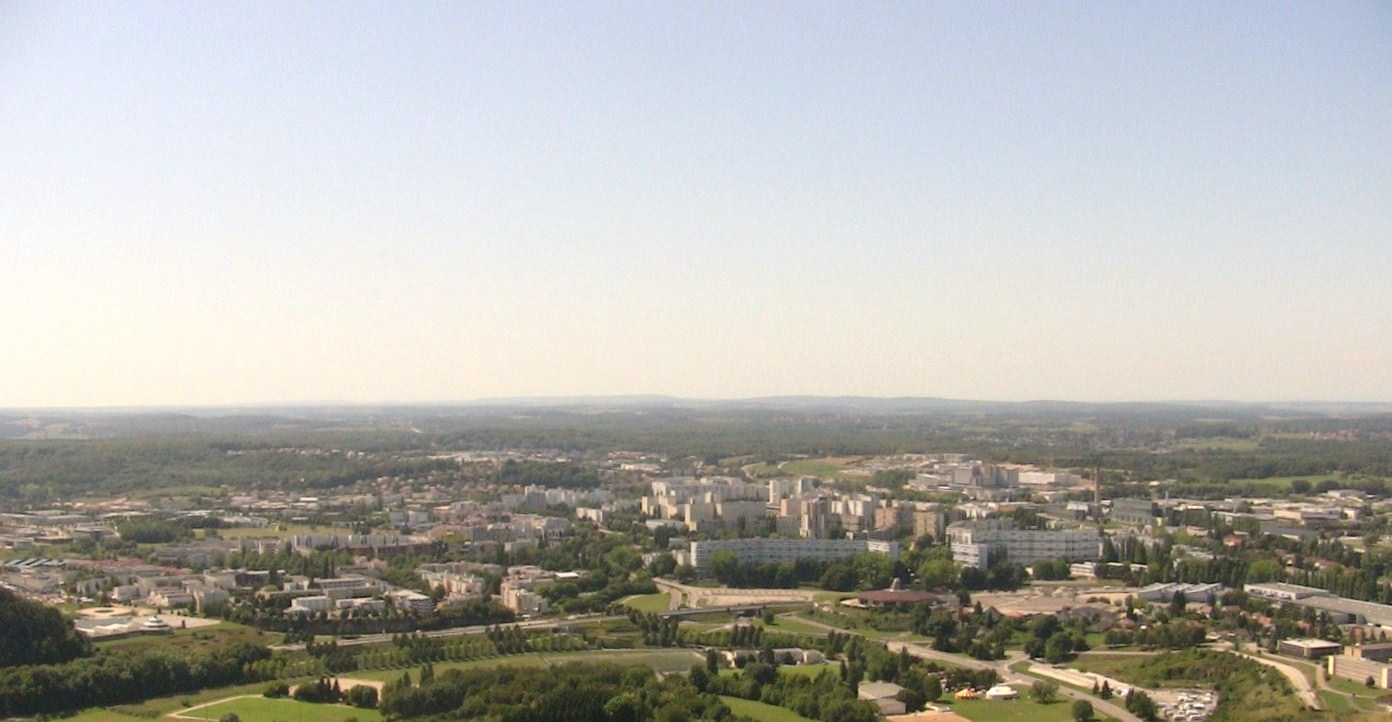
Planoise bezien vanaf de heuvel Rosemont

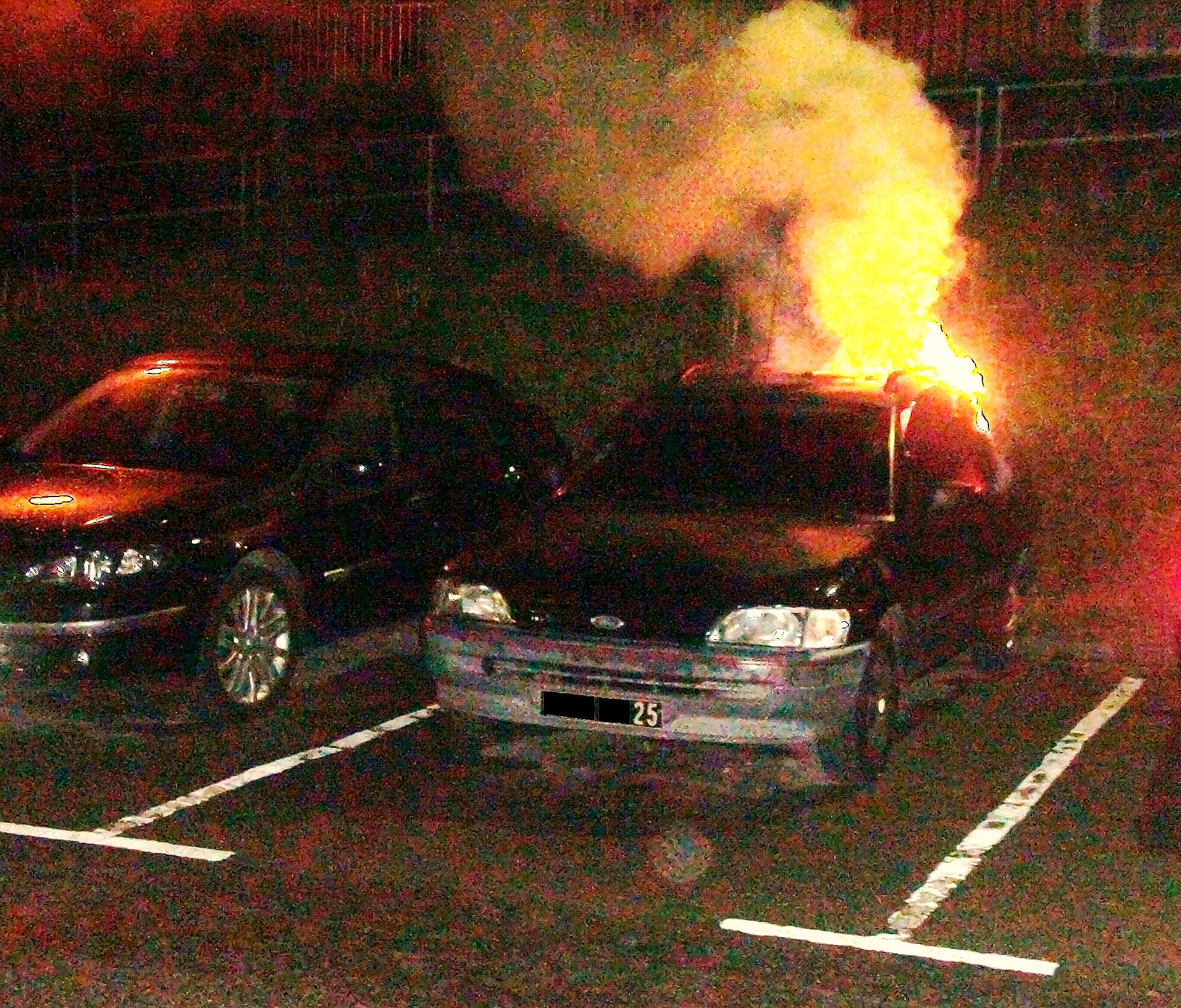
Rellen in Planoise (2009)

Planoise is een vanaf de jaren 60 van de 20e eeuw bebouwd gebied in Frankrijk, in het westen van de stad Besançon. Er wonen ongeveer 21.000 mensen, die Planosiens (mannelijk) of Planosiennes (vrouwelijk) genoemd worden.
Vanaf de middeleeuwen was het gebied bijna onbewoond. Het was een boerendorp dat voornamelijk aardappelen verbouwde. Aan het begin van de twintigste eeuw werden er veel boerderijen gebouwd. Met het groeien van de populatie werd agricultuur een belangrijke bedrijfstak. De twee wereldoorlogen hadden weinig invloed op Planoise. Aan het eind van de jaren vijftig werd Planoise een nieuw stedelijk gebied van Besançon.
In 1970 werden de eerste winkels gebouwd, en in 1972 werd de kerk van Planoise gebouwd. Deze periode was de "gouden eeuw" van Planoise. In 1977 waren er 12.000 inwoners en in 2011 was dat aantal gestegen tot bijna 21.000 inwoners.